# Mysoria affinis
Espèce
Mysoria affinis est une espèce d'insectes lépidoptères (papillons) qui appartient à la famille des Hesperiidae, à la sous-famille des Pyrginae, à la tribu des Pyrrhopygini, et au genre Mysoria.

## Dénomination
Mysoria affinis a été nommé par Gottlieb August Wilhelm Herrich-Schäffer en 1869 sous le nom initial de Pyrrhopyga affinis;
Synonyme : Mysoria wilsoni Freeman, 1969.

### Nom vernaculaire
Mysoria affinis se nomme Red-collared Firetip en anglais,.

## Description
Mysoria affinis est un papillon au corps trapu noir à tête ornée de rouge et de bleu-vert, aux flancs rayés de jaune et à l'extrémité de l'abdomen rouge. 
Les ailes sont de couleur bleu nuit à frange blanche.
Le revers est bleu nuit métallisé avec aux ailes postérieures une ligne jaune le long du bord costal et du bord externe.

## Écologie et distribution
Mysoria affinis est présent au Mexique et au Guatemala,.

### Protection
Pas de statut de protection particulier.